# كيري كونران
كيري سكوت كونران (بالإنجليزية: Kerry Scott Conran)‏ هو مخرج أفلام أمريكي ولد في فلينت، ميشيغان في 6 نوفمبر 1964.

## روابط خارجية
- كيري كونران على موقع IMDb (الإنجليزية)
- كيري كونران على موقع ألو سيني (الفرنسية)
- كيري كونران على موقع أول موفي (الإنجليزية)
- كيري كونران على موقع قاعدة بيانات الأفلام السويدية (السويدية)
- كيري كونران على موقع قاعدة بيانات الفيلم (الإنجليزية)
- كيري كونران على موقع كينوبويسك (الروسية)